# Садгірська мінеральна

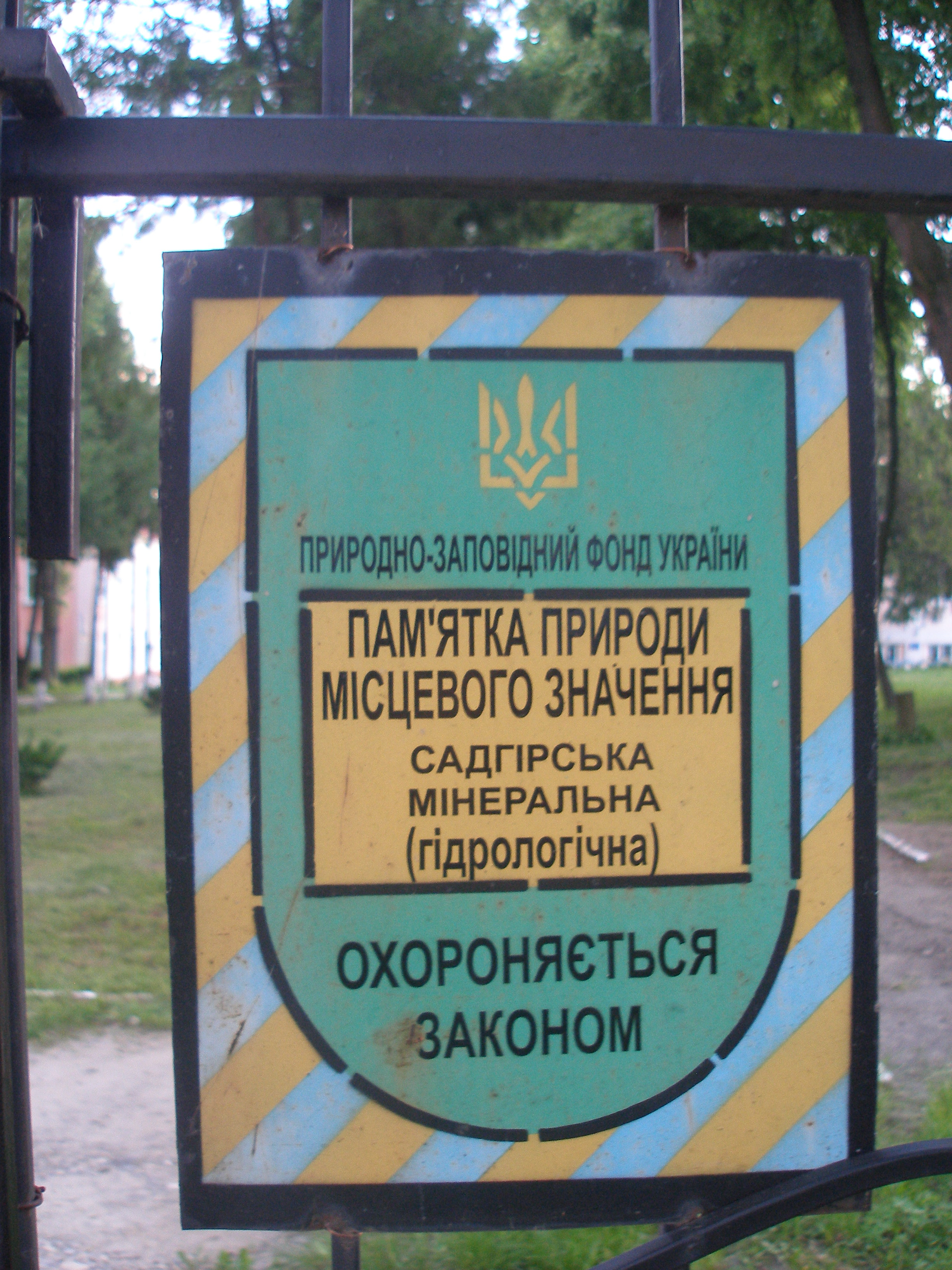

Гідрологічна пам'ятка природи «Садгірська мінеральна» займала площу 0,3 га та розміщувалася в м. Чернівцях, на околиці сокоекстрактного заводу. 
Була створена, згідно Рішення Чернівецького облвиконкому № 198 від 30.05.1979 «Про затвердження реєстру заповідних об'єктів та заходи по поліпшенню заповідної справи в області», перезатверджена згідно Рішення Чернівецької обласної ради № 216 від 17.10.1984 «Про затвердження мережі і територій та об'єктів природно-заповідного фонду у відповідності з діючою класифікацією та заходи по поліпшенню заповідної справи в області». 
Свердловина була з сульфатно-кальцієвими водами мінералізацією до 4,9 г/л. Установа, що була відповідальна за збереження об'єкту –Садгірський сокоекстрактний завод. 
8 лютого 1996 року Чернівецька обласна рада ухвалила рішення № 187-р «Про розширення природно-заповідного фонду області», яким були створені 6 нових об'єктів природно-заповідного фонду та ліквідовані 10, в тому числі і гідрологічна пам'ятка природи «Садгірська мінеральна». 
Скасування статусу відбулось у зв'язку з осушенням і замуленням свердловини, яке відбулося через природні причини.